# Ron Jones (zapaśnik)
Ron Jones – australijski zapaśnik walczący w stylu wolnym. Srebrny medalista mistrzostw Oceanii w 1988 roku.